# Station Nowogród
Station Nowogród is een spoorwegstation in de Poolse plaats Nowogród.